# Sant Martí de Jóc
Sant Martí de Jóc és l'església parroquial del poble i comuna de Jóc, a la comarca del Conflent, de la Catalunya del Nord.
Està situada separada una mica a ponent del nucli primitiu del poble de Jóc, la Força, tot i que l'església primigènia, també dedicada a Sant Martí, actualment reduïda a una sola paret del cementiri del poble, encara era més allunyada a ponent del nucli de població, el qual s'havia estructurat a l'entorn del Castell de Jóc.

## Història
L'any 1031 ja és documentava una primera església de sant Martí a Jóc, des del 1151 depenent del priorat de Serrabona. Sembla, però, que l'església original estava una mica lluny del nucli de la població, i la comtessa d'Aranda, i vescomtessa de Jóc, oferí alguna compensació si es reedificava en un emplaçament més adient.
El temple actual, ja ubicat a ran del poble, és del 1756 (col·locació de la primera pedra) i la construcció sembla que s'allargà fins al 1778, data que consta a la clau de volta de la tribuna. Per a bastir-lo, s'aprofità gran nombre de pedres de l'antiga església romànica. En el present, d'aquesta només en resta un mur a l'actual cementiri de la vila.

## Arquitectura

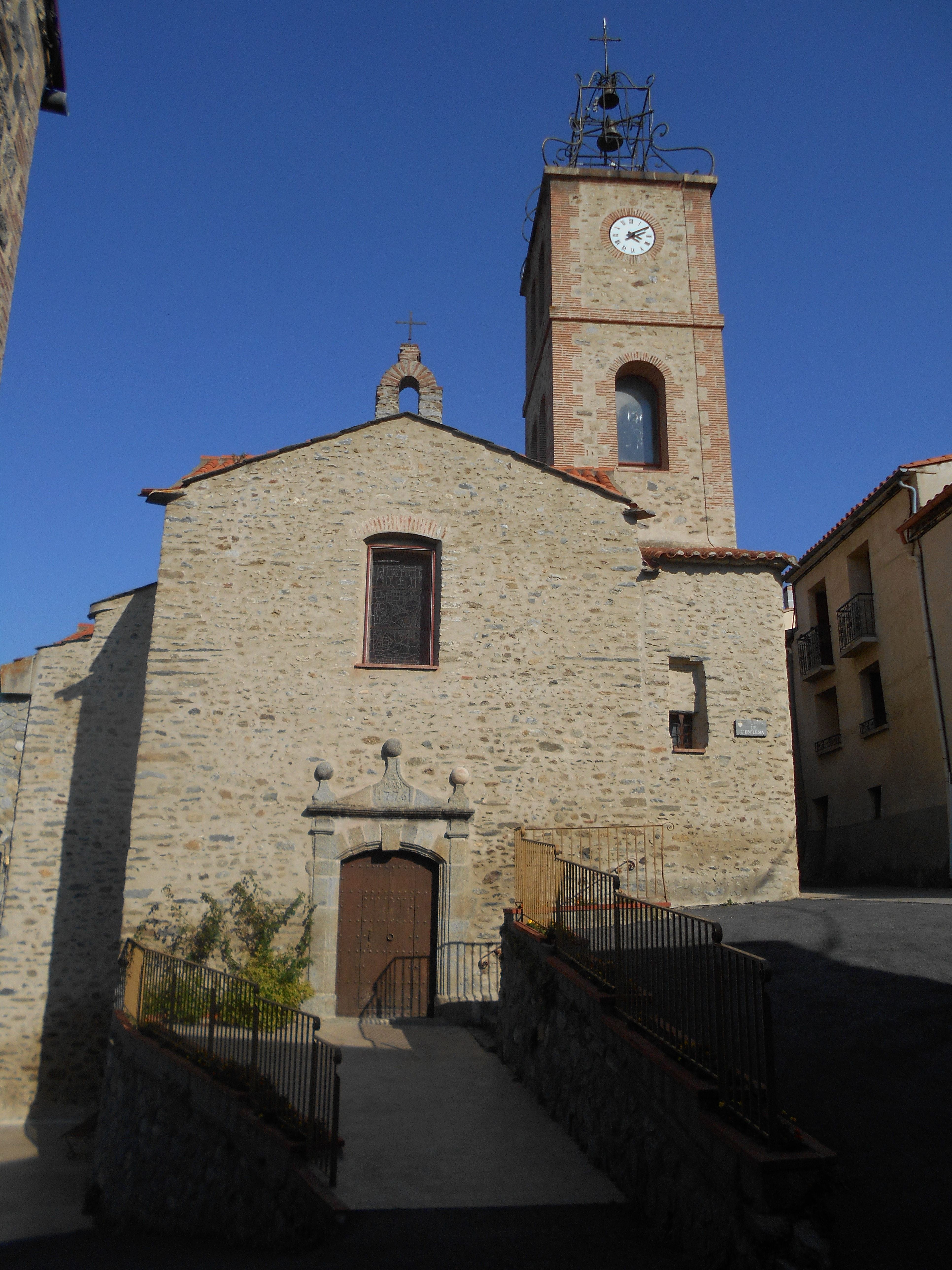
Façana occidental i campanar

L'edifici modern és d'estil barroc i consta d'una nau única amb capelles laterals, un absis semicircular i té dues sagristies. S'hi accedeix per un portal fet de granit. És al frontis occidental de l'església, dessota d'un gran finestral, en una façana coronada per una espadanya molt petita.
El campanar principal, de torre, amb finestres altes i estretes, està rematat per una estructura metàl·lica que suporta les campanes. El plànol de l'església s'inspirà clarament en el de Sant Julià i Santa Basilissa de Vinçà, refeta -com a Jóc- al segle xviii (1734-1769).

## Mobiliari
Per a la decoració de la nova església de sant Martí, de finals del segle xviii, s'aprofitaren tres retaules de la primitiva església romànica, els de l'altar major, el de la Verge del Roser i el de Sant Joan Baptista; i unes imatges del Pare Etern i del Crist crucificat, possiblement del segle xviii i de l'obrador de Josep Sunyer, tal volta romanalles d'un desaparegut retaule dedicat a la Puríssima Sang. Per enriquir la refeta església també es portaren de Perpinyà dos retaules més. Un d'aquests, dedicat a sant Jacint, es creu provinent del convent dels dominics de Perpinyà i es considera una obra de voltants del 1600 realitzada per Honorat Rigau. L'altre, datat el 1623 i sota les advocacions de santa Cecília i santa Agnès, es creu una obra del pintor perpinyanès Joan Antoni Martí elaborada per a algun altre convent de la capital del Rosselló. Com en el cas del de sant Jacint, haurien estat enviats a l'església de Jóc per preservar-los dels aires secularitzadors de la Revolució Francesa.
Els retaules de l'altar major, el de la Verge del Roser i el de Sant Joan Baptista són obra personal o del taller de l'escultor manresà establert a Perpinyà Josep Sunyer i Raurell. El retaule major fou una obra conjunta de l'escultor Josep Sunyer i del daurador (i gendre del primer) Fèlix Escribà. La feina d'en Sunyer hauria estat feta abans del 1715, data en què l'escultor tornà a la seva Manresa natal, però la tasca de dauradura encara continuava el 1719, segons un document coetani. El retaule del Roser es considera una obra de Lluís Baixa i de Pau Sunyer i Raurell, germà d'en Josep.